# Eternal Summer
Pour plus de détails, voir Fiche technique et Distribution.
Eternal Summer (盛夏光年, Sheng xia guang nian) est un film taïwanais réalisé par Leste Chen, sorti en 2006.

## Synopsis
Shane et Jonathan, deux meilleurs amis, rencontrent Carrie qui arrive de Hong Kong. Carrie essaie de séduire Jonathan mais celui-ci est visiblement amoureux de Shane.

## Fiche technique
- Titre : Eternal Summer
- Titre original : 盛夏光年 (Sheng xia guang nian)
- Réalisation : Leste Chen
- Scénario : Hsu Cheng-ping et Wang Chi-yao
- Musique : Howie Chou, Zane Yang et Jeffrey Cheng
- Photographie : Charlie Lam
- Montage : Ku Hsiao-yun
- Production : Leste Chen et Patrick Mao Huang
- Société de production : Rolling Film Entertainment, Flash Forward Entertainment et Three Dots Entertainment Company
- Pays :  Taïwan
- Genre : Drame et romance
- Durée : 95 minutes
- Dates de sortie : 
  -  Taïwan : 13 octobre 2006

## Distribution
- Chang Hsiao-chuan : Yu Shou-heng / Shane
- Bryant Chang : Kang Cheng-hsing / Jonathan
- Kate Yeung : Hui-chia

## Distinctions
Le film a reçu quatre nominations aux Golden Horse Awards et a remporté le prix de la révélation pour Bryant Chang.